# سيليست كورتيزي
سيلفيا سيليست رابيمبي كورتيزي (من مواليد 15 ديسمبر 1997) هي عارضة أزياء فلبينية إيطالية وحاملة لقب ملكة جمال ملكة جمال الفلبين ملكة جمال الفلبين 2022. مثلت الفلبين في مسابقة ملكة جمال الكون 2022.

## النشأة والتعليم
ولد كورتيزي في 15 ديسمبر 1997 في باساي ، مترو مانيلا ، الفلبين لأم فلبينية وأب إيطالي. نشأت كورتيزي في كل من الفلبين و إيطاليا ، ونشأت في منزل متعدد الثقافات ، وتعرض لأسلافها الفلبينيين والإيطاليين. عملت كعارضة أزياء في إيطاليا قبل أن تعود إلى الفلبين للأبد.